# 6446 Lomberg
6446 Lomberg (1990 QL) là một tiểu hành tinh bay qua Sao Hỏa được phát hiện ngày 18 tháng 8 năm 1990 bởi E. F. Helin ở Palomar.